# أسبوع سنيك

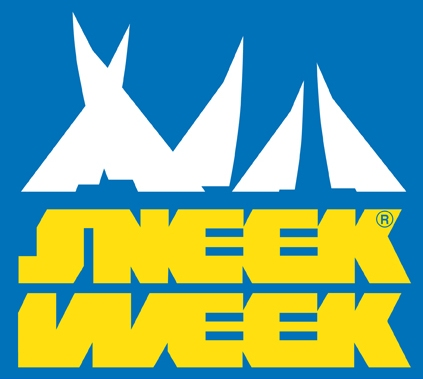

أسبوع سنيك هو حدث سنوي ينظمه المؤسسة الملكية لمياه سنيك وبلدية سودفيست- فريسلان بمقاطعة فرايزلند هولندا. وخلال هذا الاسبوع تجرى مسابقات إبحار يومية في فئات مختلفة على بحيرة سنيركر وخورنخارايبستربولن. أيضا يتم تنظيم العديد من الأنشطة الاحتفالية في سنيك مثل الأنشطة البحرية، والموسيقية والمعارض في كولميرسلند